# Quand la flotte atterrit
Pour plus de détails, voir Fiche technique et Distribution.

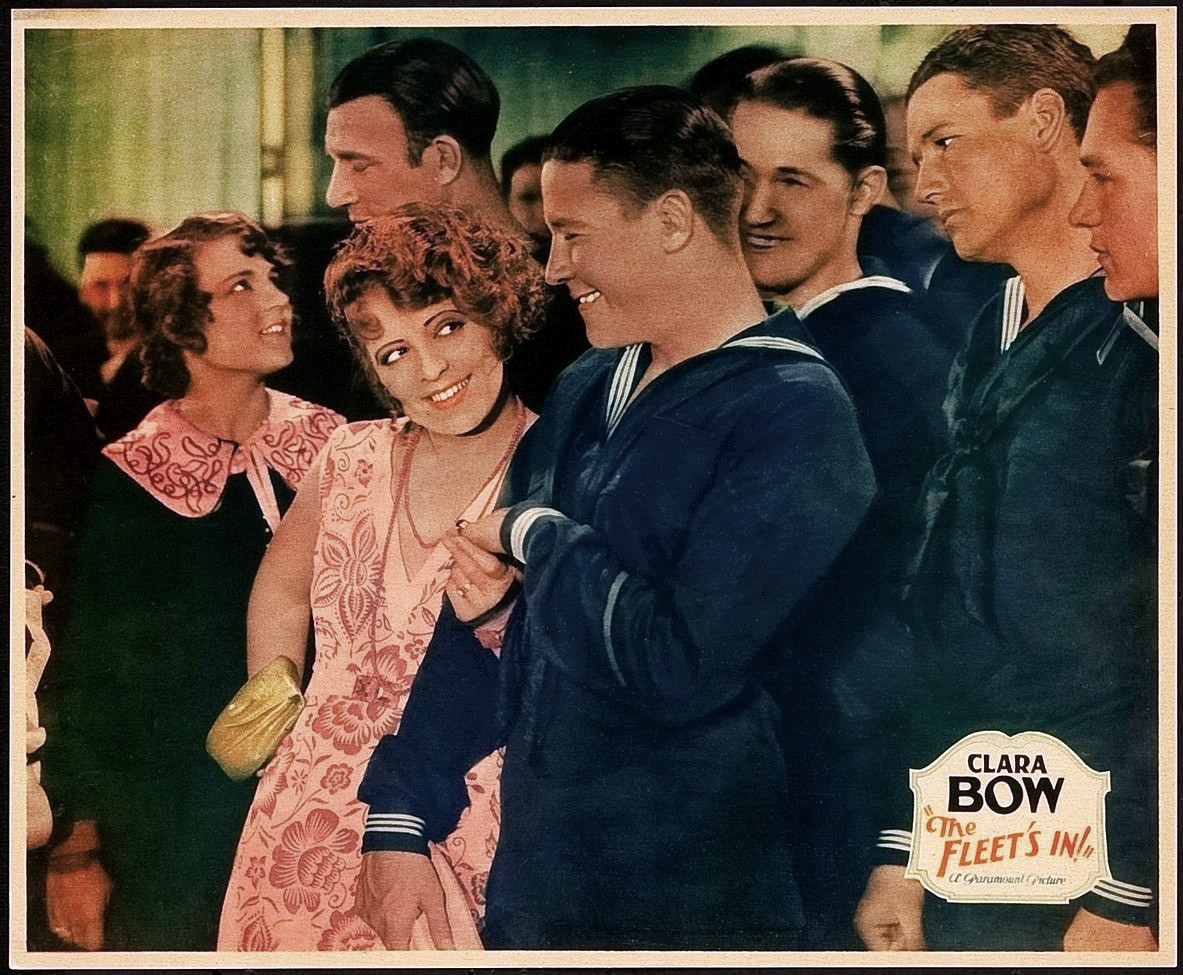
Clara Bow et Jack Oakie

Quand la flotte atterrit (The Fleet's In) est un film muet américain réalisé par Malcolm St. Clair, sorti en 1928.

## Synopsis
Trixie Deane travaille dans une boite de nuit très fréquentée et, un soir, elle tombe amoureuse d'Eddie Briggs, un marin. Celui-ci comprend mal ses réelles intentions à son encontre et décide de l'éviter autant que possible malgré l'assistance de la jeune danseuse.

## Fiche technique
- Titre : Quand la flotte atterrit
- Titre original : The Fleet's In
- Réalisation : Malcolm St. Clair
- Scénario et histoire : Monte Brice et J. Walter Ruben
- Intertitres : George Marion Jr.
- Société de production : Paramount Famous Lasky Corporation
- Photographie : Harry Fischbeck
- Montage : B.F. Zeidman (en)
- Costumes : Travis Banton (non crédité)
- Pays de production : États-Unis
- Genre : Comédie
- Durée : 75 minutes (1 h 15)
- Format : Noir et blanc - 35 mm - 1,33:1 - film muet
- Date de sortie :
  - États-Unis : 15 septembre 1928

## Distribution
- Clara Bow : Trixie Deane
- James Hall : Eddie Briggs
- Jack Oakie : Searchlight Doyle
- Bodil Rosing : Mme Deane
- Eddie Dunn (en) : Al Pearce
- Jean Laverty : Betty
- Dan Wolheim : Double Duty Duffy
- Richard Carle : Juge Hartley
- Joseph W. Girard : Commandant